# Дружество Фраунхофер
Дружество „Фраунхофер“ (на немски: Fraunhofer Gesellschaft) е обединение на научни институти в Германия.
Това е най-голямата европейска научна организация, ориентирана към приложни изследвания за задоволяване на нуждите на хората в областите на здравето (медицинска техника), сигурността, микроелектрониката, информатиката, телекомуникациите, придвижването, материалознанието, енергията и околната среда. Ключовите думи, характеризиращи дейността на многобройните Фраунхоферови институти, са: креативност, технологичност, нови продукти, подобрени методи и техники, откриване на нови хоризонти.
Дружество „Фраунхофер“ е организация, обединяваща 60 солидно обзаведени научноизследователски института на територията на Германия и в чужбина – 7 в САЩ, 3 в Азия и 1 в Южна Америка. Търсенето на непосредствена приложимост на резултатите от изследванията отличава това дружество от Дружеството „Макс Планк“, което от своя страна обединява институтите, посветени на фундаменталната наука. Общо около 18 000 сътрудници са ангажирани в дейността на институтите Фраунхофер. Седалището на организацията е в Мюнхен.
Дружеството носи името на Йозеф фон Фраунхофер, за когото се счита, че успешно е намирал непосредствено приложение на научните си открития и постижения.
Фраунхоферовите институти са принудени до голяма степен да се самофинансират като печелят от договори с индустрията или по линията на Европейски програми. По закон около две трети от приходите им идват от такова самофинансиране. Останалата една трета се осигурява от федералното правителство и от провинциалното правителство в отношение 9:1. В зависимост от приноса към икономиката на страната, държавната помощ се увеличава или намалява. От министерството на отбраната идват 3% от приходите.
Този финансов механизъм се е доказал през годините и стимулира Фраунхоферовите институти да бъдат инициативни, иновативни и активно да разпространяват достиженията си. Една от техните дейности е и периодичното организиране на научни семинари (workshops), на които поканените за участие представители на големи, средни и малки предприятия освен че биват запознати с поредните постижения на съответния институт, обменят полезна информация и помежду си. Друга дейност на Фраунхоферовите институти е участието в международни и междуинституционални проекти, финансирани примерно от многогодишните програми на Европейската комисия, като в много от случаите, ролята им е ръководна.
Институтите Фраунхофер охотно приемат на специализация перспективни млади учени от други страни, включително от България. Финансирането става например чрез ежегодно раздаваните стипендии на Германската служба за академичен обмен, известна като ДААД. Шансовете за успех значително се повишават, ако младият учен предварително е осъществил контакти с някой учен от съответния институт.